# .fk
.fk (Inglês: Falkland Islands) é o código TLD (ccTLD) na Internet para as Ilhas Malvinas, criado em 1997 pela IANA e delegado a Falkland Islands Development Corporation.
O registro é feito a partir do Terceiro Nível, sob as seguintes categorias:
.co.fk - Para Uso Geral e Comercial,
.org.fk - Destinado a Entidades não Governamentais,
.gov.fk - Destinado a Entidades Governamentais,
.ac.fk - Destinado a Entidades de Ensino e Pesquisa,
.nom.fk - Destinado a Indivíduos,
.net.fk - Para Uso Geral e Empresas que atuem na Internet.
O site da Entidade registradora é www.fldc.co.fk